# 安伯島
安伯島（英語：Umber Island）是南極洲的島嶼，位於亞歷山大一世島西面，處於丁特島西北面10公里的拉扎列夫灣，長2.4公里，現時由南極條約體系管理。